# Марко Биджо
Марко Биджо, известен също като Джорджо да Сиена (активен от 1523 до 1550), е италиански художник от ренесансовия период. Работи главно в Сиена.

## Биография
Малко се знае за живота на художника. Предполага се, че е ученик на Содома. Творба в галерия „Палацо Барберини“ е приписвана на един от двамата художници. Филипо Бони казва, че стилът му прилича на този на Антонио Мария Лари.
Сред творбите, приписвани на Биджо, са:
- Светото семейство с младия Йоан Кръстител (1540), 49 × 33 см;
- Трите възрасти на жената;
- Мадоната с младенеца и Магдалена;
- Магдалена;
- Мадоната с младенеца, Св. Йоан и ангелите;
- Трите Парки на съдбата (1540 – 1550), Национална галерия за старинно изкуство, Палацо Барберини, Рим, Италия.